# U.S. Manga
US Manga または US Manga Corps do Brasil は、1997年、ブラジルでManchete TVによって放映されたテレビ番組である。この番組は、ブラジル系アメリカの配給会社「US Manga Corps」によって、日本のOVAを放映することを主とした。

## 番組で放映されたアニメ
- バトルスピリッツ 龍虎の拳
- 美少女遊撃隊バトルスキッパー
- DETONATORオーガン
- バトルファイターズ 餓狼伝説
- ガルフォース
- ジェノサイバー
- 冒険!イクサー3
- 装鬼兵MDガイスト
- サムライスピリッツ
- 冥王計画ゼオライマー